# Amyris monophylla
Amyris monophylla är en vinruteväxtart som beskrevs av T. S. Brandegee. Amyris monophylla ingår i släktet Amyris och familjen vinruteväxter. Inga underarter finns listade i Catalogue of Life.